# 88470 Joaquinescrig
88470 Joaquinescrig este un asteroid din centura principală de asteroizi.

## Descriere
88470 Joaquinescrig este un asteroid din centura principală de asteroizi. A fost descoperit pe 26 august 2001 la Pla D'Arguines de Rafael Ferrando. Asteroidul prezintă o orbită caracterizată de o semiaxă mare de 2,62 ua, o excentricitate de 0,15 și o înclinație de 3,9° în raport cu ecliptica.